# Старосинявский район
Старосиня́вский райо́н (укр. Старосинявський район) — упразднённая административная единица Хмельницкой области Украины. Административный центр — посёлок городского типа Старая Синява.

## География
Площадь 670 км² (3,2 % от территории области ).
Район расположен в границах Подольской возвышенности в зоне лесостепи, поверхность представляет слабохолмистую равнину на юго-востоке и более холмистую — на северо-западе.
Основные реки — Иква, Домаха, Руда Мшанецкая, Жорновка.
Район граничит на северо-востоке с Любарским районом Житомирской области, на востоке — с Хмельницким районом Винницкой области, на юге и юго-западе — с Летичевским районом Хмельницкой области, на северо-западе и севере — со Староконстантиновским районом Хмельницкой области.

## История
Территория Старосинявского района была присоединена к Российской империи при втором разделе Речи Посполитой. Старая Синява с 1797 года стала волостным центром Литинского уезда Подольской губернии.
Постановленим Всеукраинского центрального исполнительного комитета (ВУЦИК) от 7 марта 1923 года произведена административно-территориальная реформа. В числе других образован Старосинявский район. В соответствии с постановлением ВУЦИК от 3 февраля 1931 года район вошел в состав Летичевского района. Постановлением ЦИК УССР от 26 февраля 1935 года Старосинявский район восстановлен. Указом Президиума Верховного Совета от 23 сентября 1959 года в Старосинявский район вошли части ликвидированных Меджибожского и Остропольского районов. Но вскоре, Указом от 30 декабря 1962 года, Старосинявщину снова отнесли к Летичевскому району. В нынешнем составе территории Старосинявский район восстановлен Указом Президиума Верховного Совета от 8 декабря 1966 года. По сравнению с 1923 годом территория района увеличилась на 40 %.
17 июля 2020 года район был упразднён, а его территория вошла в состав Хмельницкого района.

## Демография
Население района составляет 19 442 человека (данные 2019 г.), в том числе в городских условиях проживают 5 311 человек, в сельских — 14 131 человек. Основное население — украинцы. Население сокращается.

## Административное устройство
Количество советов:
- поселковых — 1
- сельских — 16

Количество населённых пунктов:
- посёлков городского типа — 1
- сёл — 44

## Населённые пункты
Список населённых пунктов района находится внизу страницы

## Политика
Избиратели района при выборах в Верховную Раду дали за Блок Юлии Тимошенко 4372 голоса, за блок НУНС 2410 голосов и за Блок Литвина 1562 голоса. К этим же блокам принадлежат депутаты районного, поселкового и сельских советов.

## Экономика
Валовая продукция сельскохозяйственного производства района обеспечивает 2,8 % экономики области (выращивается сахарная свекла, зерно и зернобобовые, картофель, скот и птица). Промышленность развита слабо. Есть 2 предприятия пищевой промышленности и одно предприятие стройматериалов. Есть гранитный и три глиняных карьера, а также месторождение известняка и песка. Значительная часть населения занята в малом бизнесе и бюджетной сфере.

## Транспорт
Через район проходит железная дорога «Казатин — Староконстантинов» с железнодорожными станциями Адамполь, Пасечная и Залесье. Длина автомобильных дорог местного значения в районе - 220 км. Местное автотранспортное предприятие осуществляет, в основном, пассажирские перевозки.

## Культура
Культура типичная для сельских районов Украины. Имеются десятки домов культуры, сельских клубов, библиотек, две музыкальные школы, музей.

## Достопримечательности
В селе Тележинцы в 1979 году раскопали городище болоховского феодального центра ХІ - XIII веков. В селе Алексеевка есть фундамент замка и памятные знаки места битвы под Пилявцами, произошедшей здесь в 1648 году. Также сохранилось несколько храмов XIX века .